# Sing When You're Winning
Sing When You're Winning är ett rockalbum av Robbie Williams i samarbete med bland andra Guy Chambers. Albumet kom ut år 2000.

## Låtlista
1. Let Love Be Your Energy
2. Better Man
3. Rock DJ
4. Supreme
5. Kids
6. If It's Hurting You
7. Singing For The Lonely
8. Love Calling Earth
9. Knutsford City Limits
10. Forever Texas
11. By All Means Necessary
12. The Road To Mandalay